# مجلس وزراء تنزانيا
مجلس الوزراء في تنزانيا (بالإنجليزية: Cabinet of Tanzania)‏ هو أعلى مستوى في الفرع التنفيذي لتنزانيا ويتألف من الرئيس ونائب الرئيس ورئيس زنجبار ورئيس الوزراء وجميع الوزراء. نواب الوزراء ليسوا جزءا من مجلس الوزراء.

## مجلس الوزراء الحالي
| صورة                                                    | المنصب | الشخص                      | الشخص                     |
| ------------------------------------------------------- | --- | -------------------------- | ------------------------- |
|                                                         | الرئيس القائد العام للقوات المسلحة                                                                                                 |                            | سامية حسن                 |
|                                                         | نائب الرئيس |                            | Philip Mpango             |
|                                                         | رئيس زنجبار (منطقة تتمتع بحكم شبه ذاتي)                                                                                            |                            | حسين مويني                |
|                                                         | رئيس الوزراء |                            | Kassim Majaliwa النائب    |
|                                                         | وزير الدولة وزراء الدولة في مكتب رئيس الجمهورية الإدارة الإقليمية، الحكم المحلي، الخدمة المدنية، الحكم الرشيد، التخطيط والاستثمار. |                            | جورج مكوشيكا النائب       |
|                                                         | وزير الدولة وزراء الدولة في مكتب رئيس الجمهورية الإدارة الإقليمية، الحكم المحلي، الخدمة المدنية، الحكم الرشيد، التخطيط والاستثمار. | George Simbachawene النائب |                           |
|                                                         | وزير الدولة وزراء الدولة في مكتب رئيس الجمهورية الإدارة الإقليمية، الحكم المحلي، الخدمة المدنية، الحكم الرشيد، التخطيط والاستثمار. | Angellah Kairuki النائب    |                           |
|                                                         | وزير الدولة وزراء الدولة في مكتب رئيس الجمهورية الإدارة الإقليمية، الحكم المحلي، الخدمة المدنية، الحكم الرشيد، التخطيط والاستثمار. | Kitila Mkumbo              |                           |
|                                                         | وزير دولة في مكتب نائب الرئيس شؤون النقابات والبيئة.                                                                               |                            | Selemani Jafo النائب      |
|                                                         | وزير دولة في مكتب رئيس الوزراء السياسات، الشؤون البرلمانية، العمل، العمالة، الشباب والمعوقين                                       |                            | Joyce Ndalichako النائب   |
|                                                         | وزير دولة في مكتب رئيس الوزراء السياسات، الشؤون البرلمانية، العمل، العمالة، الشباب والمعوقين                                       | Jenista Mhagama النائب     |                           |
|                                                         | وزير الزراعة |                            | Hussein Bashe النائب      |
|                                                         | وزير الثروة الحيوانية والسمكية |                            | Abdallah Ulega النائب     |
|                                                         | وزير الشؤون الدستورية والقانونية                                                                                                   |                            | Damas Ndumbaro النائب     |
|                                                         | وزير الدفاع والخدمة الوطنية |                            | Innocent Bashungwa النائب |
|                                                         | وزير التعليم والتدريب المهني |                            | أدولف مكندا النائب        |
|                                                         | وزير الطاقة |                            | يناير ماكامبا النائب      |
|                                                         | وزير المعادن |                            | Doto Biteko النائب        |
|                                                         | وزير المالية |                            | مويجولو نشيمبا النائب     |
|                                                         | وزير الخارجية |                            | Stergomena Tax النائب     |
|                                                         | وزير الصحة والرعاية الاجتماعية |                            | Ummy Mwalimu النائب       |
|                                                         | Minister of Community Development & Gender                                                                                         |                            | Dorothy Gwajima النائب    |
|                                                         | وزير الداخلية |                            | Hamad Masauni النائب      |
|                                                         | وزير الصناعة والتجارة |                            | Ashatu Kijaji النائب      |
|                                                         | وزير الإعلام والثقافة والفنون والرياضة                                                                                             |                            | Pindi Chana النائب        |
|                                                         | وزير الأراضي والإسكان وتنمية المستوطنات البشرية                                                                                    |                            | Angeline Mabula النائب    |
|                                                         | وزير الموارد الطبيعية والسياحة |                            | Mohamed Mchengerwa النائب |
|                                                         | وزير الأشغال والنقل والاتصالات |                            | مكامي مباراوا النائب      |
|                                                         | وزير المياه والري |                            | Jumaa Aweso النائب        |
|                                                         | وزير الاتصالات والعلوم والتكنولوجيا                                                                                                |                            | نابي ناوي MP              |
| حضور اجتماعات مجلس الوزراء أيضا (باستثناء حقوق التصويت) | |                            |                           |
|                                                         | Attorney General |                            | Eliezer Feleshi           |